# Heinrich Klüver
Heinrich Klüver (25. května 1897 – 8. února 1979) byl německo-americký experimentální psycholog a neurolog původem z německého Holštýnska, který přispěl k „porozumění vztahů mezi mozkem a chováním.“ Ve výzkumu se zabýval řadou věcí, konkrétně třeba fotografickou pamětí u dětí, halucinacemi způsobenými mezkalinem, atd. Podařilo se mu učinit řadu přínosů v neuroanatomii a jeho nejčastějším spolupracovníkem byl Paul Bucy. Jejich jméno nese Klüverův-Bucyho syndrom, který je poruchou chování.
Po službě v Německé císařské armádě během první světové války studoval na Hamburské a Berlínské univerzitě. V roce 1923 odešel do Spojených států studovat na Stanfordově univerzitě. Zde získal titul Ph.D. v oboru fyziologická psychologie. Později působil na řadě amerických univerzit, nejvýznamněji však na University of Chicago, kde se stal profesorem. V roce 1927 se oženil s Cessou Feyerabend a ve Spojených státech se trvale usadil (o 7 let později se stal naturalizovaným občanem).